# Atlantic Records
Atlantic Records (nebo též Atlantic Recording Corporation) je americký hudební label, založený v roce 1947, od roku 1967 vlastněný Warner Music Group. Vydává zejména rocková, hip-hopová, bluesová, ale také jazzová alba.
Label distribuoval mezi lety 1985 až 1991 alba metalového vydavatelství Megaforce Records.
Mezi interprety, kteří spolupracovali s Atlantic Records se řadí například:

## Umělci nahrávající u Atlantic Records

### Minulost
- Alice Cooper
- Average White Band
- Ray Charles
- Chic
- Genesis
- John Coltrane
- Arthur Conley
- Don Covey
- The Drifters
- Aretha Franklin
- Eddie Froyd
- Jewel
- JoJo
- Laura Pausini
- Led Zeppelin
- Ben E King
- Wilson Pickett
- Otis Redding
- Sam & Dave
- Percy Sledge
- The Spinners
- The Sweet Inspirations
- Carla Thomas
- Laura Branigan
- Yes

### Současnost
- Anya Marina
- Ava Max
- B.o.B
- Bad City
- Charli XCX
- Charlie Puth
- Christina Perri
- Day 26
- Donnis
- DJ Drama
- Estelle
- Flo Rida
- Gorilla Zoe
- Jaheim
- James Blunt
- Janelle Monáe
- Kelly Clarkson
- Kid Rock
- Kodak Black
- Lupe Fiasco
- Maino
- Melanie Martinez
- Missy Elliott
- Musiq Soulchild
- Pendulum
- Phil Collins
- Vladislav Procházka
- Plies
- Rush
- Simple Plan
- T.I.
- Toni Braxton
- Trey Songz
- Wiz Khalifa
- Zac Brown Band
- Young Thug
- Lil Uzi Vert
- Vance Joy
- Oliver Tree